# Економічно неактивне населення
Економічно неактивне населення, (за методикою МОП) — це особи у віці 15 — 70 років, які не можуть бути класифіковані як зайняті або безробітні.
До цієї категорії належать:
- учні, студенти, слухачі, курсанти денної форми навчання;
- особи, що одержують Пенсії за віком або на пільгових умовах;
- особи, що одержують пенсії за інвалідністю;
- особи, які зайняті в домашньому господарстві, вихованням дітей та доглядом за хворими;
- особи, які зневірилися знайти роботу, тобто готові приступити до роботи, але припинили її пошуки, оскільки вичерпали всі можливості для її одержання;
- інші особи, які не мають необхідності або бажання працювати, та ті, що шукають роботу, але не готові приступити до неї найближчим часом.

Міжнародна організація праці рекомендувала систему класифікації, згідно з якою населення поділяється на економічно активне та економічно неактивне.
За даними Державного центру зайнятості України на 2013 рік економічно неактивним є більш як третина працездатного населення держави.